# Баян
Бая́н ("Боя́н") — музичний інструмент, удосконалена хроматична гармоніка. Назва походить від імені Бояна — поета-співця Стародавньої Русі 2-ї пол. XI — поч. XII ст. — історичного регіону в Східній Європі з центром у середньому Подніпров’ї — Київської землі у вузькому смислі цього слова. 
Термін баян прижився на територіях колишніх Російської Імперії та СРСР, Білорусії, Україні та ін. У багатьох європейських країнах ручні хроматичні гармоніки іменуються акордеонами, хоча є чимало країн, у яких цей інструмент має інші назви, що відображають національні музичні традиції (Італія, Швеція, Норвегія, Фінляндія, Сербія, Словенія, Хорватія, Угорщина та ін.)

## Різновиди і будова
Прототип баяна створено 1870 рос. музикантом-гармоністом М. І. Білобородовим (1827 —1912). Баян складається з двох кришок-коробок, з'єднаних між собою міхами, та двох кнопочних клавіатур для правої і лівої рук. Права клавіатура використовується звичайно для виконання голосів мелодії, а ліва — для акомпанементу. Цей різновид баяна отримав назву готового баяна.
- права клавіатура (на якій виконується чотирма пальцями правої руки сольна партія; рідко, як допоміжний, застосовують великий палець правої руки)
- міх для приводу в дію звукових язичків обох клавіатур
- ліва клавіатура, на якій переважно вказівним і середнім пальцями лівої руки[1] здійснюється басово-ритмовий акомпанемент основної мелодії.

На правій та лівій клавіатурах сучасних баянів можуть бути регістри, які переключають тональність вгору та вниз, а також додають звучання в унісон. Таким чином, при натисканні однієї клавіші музикантом, слухач чує від однієї ноти, до акорду з 2-4 нот з різницею в октаву.
Інструмент утримується на плечах музиканта на двох ременях. При розтягуванні / стисканні лівою рукою міхів повітря крізь сітки в клавіатурних половинах приводить в коливання язички, що відкриті на ту мить певними кнопками; коливання язичків формують звук відповідної частоти (в класичних баянах чи акордеонах частота звуку на «стиск» чи «розтиск» однакова; проте, у цілої низки народів існують подібні народні інструменти, наприклад, в Грузії,— де «стиск» дає одну ноту, а «розтиск» на тій же кнопці/клавіші іншу; це можна помітити, коли виконувана мелодія відтворюється «грою міхом»; така ж будова, що дає різні ноти на стиск і розтиск, характерна для бандонеона).
Відкривання / закривання повітряних каналів відбувається клапанами, з'єднаними з клавішами (кнопками). Окрім «музичних» клапанів в верхній частині лівої клавіатури може міститься  кнопка клапану беззвукового стиснення міхів в кінці гри.
Також на лівій частині клавіатури є ніжки, на яких інструмент має стояти увесь час, коли не застосовується для гри.
Оскільки звучання лівої клавіатури   значно нижче, аніж правої, партії для акордеона прийнято писати: праву в ключі Соль, ліву в ключі Фа. Тому і ноти пишуться на двох нотоносцях, з'єднаних аколадою, в скрипковому та басовому ключах; акорди лівої руки часто позначаються літерами. Звуковий діапазон клавіш правої руки — від B до cis4, двох рядків клавіш лівої руки — від G до fis, інші три рядки клавіш лівої руки призначені для видобування акордів (мажорного, мінорного, та домінант-септакорду). Удосконалені концертні баяни мають дещо ширший діапазон, а також додатковий рядок кнопок лівої руки для видобування зменшених септакордів.
Різновид баяна — виборний баян — відрізняється відсутністю готових акордів. На виборному баяні ліва рука може виконувати різноманітні акорди на розсуд композитора або виконавця, що збільшує можливості цього інструмента, по відношенню з готовим, однак значно ускладнює техніку гри на ньому. Баян застосовується як сольний і ансамблевий інструмент.

### Права клавіатура
Кнопки правої клавіатури баяна йдуть у порядку так, як побудована хроматична гама, себто від нижчого звуку до верхнього через півтон.
До-До#-Ре-Ре#-Мі-Фа-Фа#-Соль-Соль#-Ля-Ля#-Сі-До 

Хроматична гама до мажор,

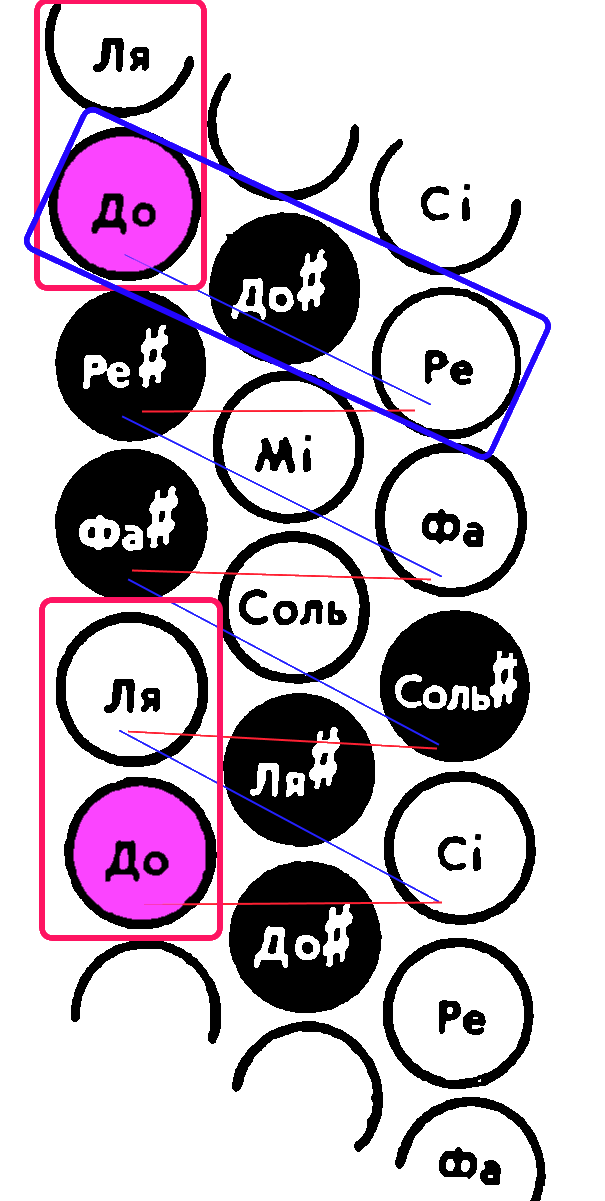
Принцип побудови правої клавіатури баяна

На малюнку подана розкладка на прикладі хроматичної гами від До першої до До другої октави для класичного "трьохрядного" баяна. Існують також "п'ятирядні" баяни, за якими закріпилася назва кнопковий акордеон. 
Сині лінії - перехід по одному ряду, червоні - перехід до наступного ряду. Кнопка До знаходиться в зовнішньому ряду, де дві білі кнопки, під нотою Ля, на малюнку кнопки Ля та До, по яким орієнтується виконавець, обведені червоним прямокутником.

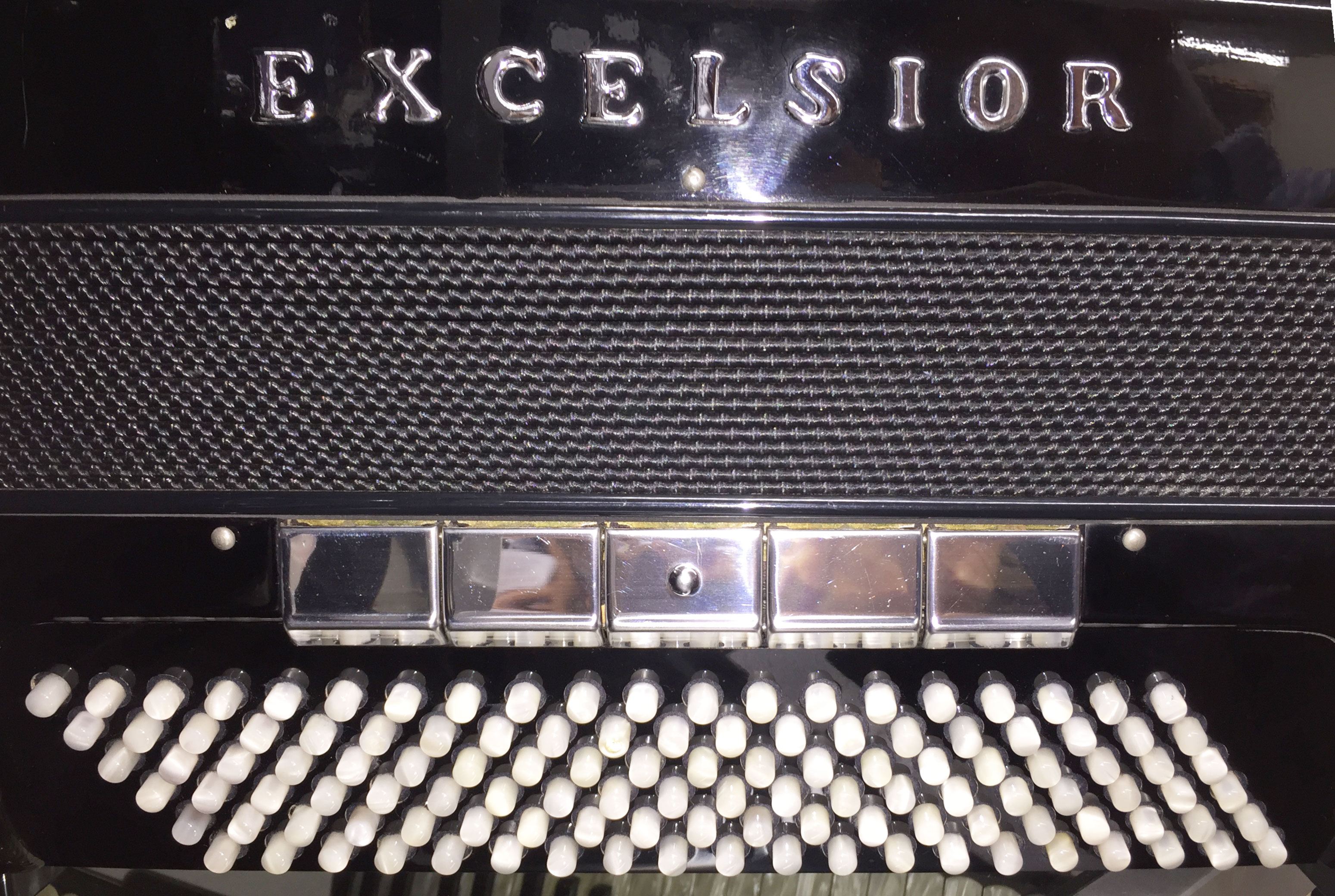
Варіант лівої клавіатури

### Ліва клавіатура
Ліва клавіатура у баяна та акордеона конструктивно влаштована аналогічно.
Умовні позначення: В (в радянських посібниках Б) — мажорний (великий) тризвук , М — мінорний (малий) тризвук, 7 — малий мажорний септакорд (домінантсептакорд), Зм (в радянських посібниках У) — зменшений септакорд. Іноді буває і сьомий ряд кнопок — збільшені чи великі мажорні септакорди.
При 32-х кнопках, у лівій клавіатурі, відсутня нота «Сі», що робить неможливим грати деякі твори.
| 1                                          | 2                                          | 3 | 4 | 5 | 6  |
| ------------------------------------------ | ------------------------------------------ | - | - | - | -- |
| Ре                                         | Ля {\displaystyle \color {white}\sharp }   | В | М | 7 | Зм |
| Соль                                       | Ре {\displaystyle \color {white}\sharp }   | В | М | 7 | Зм |
| До                                         | Соль {\displaystyle \color {white}\sharp } | В | М | 7 | Зм |
| Фа                                         | До {\displaystyle \color {white}\sharp }   | В | М | 7 | Зм |
| Ля {\displaystyle \color {white}\sharp }   | Фа {\displaystyle \color {white}\sharp }   | В | М | 7 | Зм |
| Ре {\displaystyle \color {white}\sharp }   | Сі                                         | В | М | 7 | Зм |
| Соль {\displaystyle \color {white}\sharp } | Мі                                         | В | М | 7 | Зм |
| До {\displaystyle \color {white}\sharp }   | Ля                                         | В | М | 7 | Зм |
| Фа {\displaystyle \color {white}\sharp }   | Ре                                         | В | М | 7 | Зм |
| Сі                                         | Соль                                       | В | М | 7 | Зм |
| Мі                                         | До                                         | В | М | 7 | Зм |
| Ля                                         | Фа                                         | В | М | 7 | Зм |
| Ре                                         | Сі {\displaystyle \color {white}\flat }    | В | М | 7 | Зм |
| Соль                                       | Мі {\displaystyle \color {white}\flat }    | В | М | 7 | Зм |
| До                                         | Ля {\displaystyle \color {white}\flat }    | В | М | 7 | Зм |
| Фа                                         | Ре {\displaystyle \color {white}\flat }    | В | М | 7 | Зм |
| Сі {\displaystyle \color {white}\flat }    | Соль {\displaystyle \color {white}\flat }  | В | М | 7 | Зм |
| Мі {\displaystyle \color {white}\flat }    | Сі                                         | В | М | 7 | Зм |
| Ля {\displaystyle \color {white}\flat }    | Мі                                         | В | М | 7 | Зм |
| Ре {\displaystyle \color {white}\flat }    | Ля                                         | В | М | 7 | Зм |

| 1                                          | 2                                          | 3 | 4 | 5 |
| ------------------------------------------ | ------------------------------------------ | - | - | - |
| Ля                                         | Фа                                         | В | М | 7 |
| Ре                                         | Ля {\displaystyle \color {white}\sharp }   | В | М | 7 |
| Соль                                       | Ре {\displaystyle \color {white}\sharp }   | В | М | 7 |
| До                                         | Соль {\displaystyle \color {white}\sharp } | В | М | 7 |
| Фа                                         | До {\displaystyle \color {white}\sharp }   | В | М | 7 |
| Ля {\displaystyle \color {white}\sharp }   | Фа {\displaystyle \color {white}\sharp }   | В | М | 7 |
| Ре {\displaystyle \color {white}\sharp }   | Сі                                         | В | М | 7 |
| Соль {\displaystyle \color {white}\sharp } | Мі                                         | В | М | 7 |
| До {\displaystyle \color {white}\sharp }   | Ля                                         | В | М | 7 |
| Фа {\displaystyle \color {white}\sharp }   | Ре                                         | В | М | 7 |
| Сі                                         | Соль                                       | В | М | 7 |
| Мі                                         | До                                         | В | М | 7 |
| Ля                                         | Фа                                         | В | М | 7 |
| Ре                                         | Сі {\displaystyle \color {white}\flat }    | В | М | 7 |
| Соль                                       | Мі {\displaystyle \color {white}\flat }    | В | М | 7 |
| До                                         | Ля {\displaystyle \color {white}\flat }    | В | М | 7 |
| Фа                                         | Ре {\displaystyle \color {white}\flat }    | В | М | 7 |
| Сі {\displaystyle \color {white}\flat }    | Соль {\displaystyle \color {white}\flat }  | В | М | 7 |
| Мі {\displaystyle \color {white}\flat }    | Сі                                         | В | М | 7 |
| Ля {\displaystyle \color {white}\flat }    | Мі                                         | В | М | 7 |

| 1                                          | 2                                          | 3 | 4 | 5 | 6  |
| ------------------------------------------ | ------------------------------------------ | - | - | - | -- |
| До                                         | Соль {\displaystyle \color {white}\sharp } | В | М | 7 | Зм |
| Фа                                         | До {\displaystyle \color {white}\sharp }   | В | М | 7 | Зм |
| Ля {\displaystyle \color {white}\sharp }   | Фа {\displaystyle \color {white}\sharp }   | В | М | 7 | Зм |
| Ре {\displaystyle \color {white}\sharp }   | Сі                                         | В | М | 7 | Зм |
| Соль {\displaystyle \color {white}\sharp } | Мі                                         | В | М | 7 | Зм |
| До {\displaystyle \color {white}\sharp }   | Ля                                         | В | М | 7 | Зм |
| Фа {\displaystyle \color {white}\sharp }   | Ре                                         | В | М | 7 | Зм |
| Сі                                         | Соль                                       | В | М | 7 | Зм |
| Мі                                         | До                                         | В | М | 7 | Зм |
| Ля                                         | Фа                                         | В | М | 7 | Зм |
| Ре                                         | Сі {\displaystyle \color {white}\flat }    | В | М | 7 | Зм |
| Соль                                       | Мі {\displaystyle \color {white}\flat }    | В | М | 7 | Зм |
| До                                         | Ля {\displaystyle \color {white}\flat }    | В | М | 7 | Зм |
| Фа                                         | Ре {\displaystyle \color {white}\flat }    | В | М | 7 | Зм |
| Сі {\displaystyle \color {white}\flat }    | Соль {\displaystyle \color {white}\flat }  | В | М | 7 | Зм |
| Мі {\displaystyle \color {white}\flat }    | Сі                                         | В | М | 7 | Зм |

| 1                                          | 2                                        | 3 | 4 | 5 | 6  |
| ------------------------------------------ | ---------------------------------------- | - | - | - | -- |
| Ля {\displaystyle \color {white}\sharp }   | Фа {\displaystyle \color {white}\sharp } | В | М | 7 | Зм |
| Ре {\displaystyle \color {white}\sharp }   | Сі                                       | В | М | 7 | Зм |
| Соль {\displaystyle \color {white}\sharp } | Мі                                       | В | М | 7 | Зм |
| До {\displaystyle \color {white}\sharp }   | Ля                                       | В | М | 7 | Зм |
| Фа {\displaystyle \color {white}\sharp }   | Ре                                       | В | М | 7 | Зм |
| Сі                                         | Соль                                     | В | М | 7 | Зм |
| Мі                                         | До                                       | В | М | 7 | Зм |
| Ля                                         | Фа                                       | В | М | 7 | Зм |
| Ре                                         | Сі {\displaystyle \color {white}\flat }  | В | М | 7 | Зм |
| Соль                                       | Мі {\displaystyle \color {white}\flat }  | В | М | 7 | Зм |
| До                                         | Ля {\displaystyle \color {white}\flat }  | В | М | 7 | Зм |
| Фа                                         | Ре {\displaystyle \color {white}\flat }  | В | М | 7 | Зм |

| 1                                          | 2                                       | 3 | 4 | 5 | 6  |
| ------------------------------------------ | --------------------------------------- | - | - | - | -- |
| Соль {\displaystyle \color {white}\sharp } | Мі                                      | В | М | 7 | Зм |
| До {\displaystyle \color {white}\sharp }   | Ля                                      | В | М | 7 | Зм |
| Фа {\displaystyle \color {white}\sharp }   | Ре                                      | В | М | 7 | Зм |
| Сі                                         | Соль                                    | В | М | 7 | Зм |
| Мі                                         | До                                      | В | М | 7 | Зм |
| Ля                                         | Фа                                      | В | М | 7 | Зм |
| Ре                                         | Сі {\displaystyle \color {white}\flat } | В | М | 7 | Зм |
| Соль                                       | Мі {\displaystyle \color {white}\flat } | В | М | 7 | Зм |

| 1                                       | 2 | 3 | 4 |
| --------------------------------------- | - | - | - |
| Мі                                      | В | М | 7 |
| Ля                                      | В | М | 7 |
| Ре                                      | В | М | 7 |
| Соль                                    | В | М | 7 |
| До                                      | В | М | 7 |
| Фа                                      | В | М | 7 |
| Сі {\displaystyle \color {white}\flat } | В | М | 7 |
| Мі {\displaystyle \color {white}\flat } | В | М | 7 |

| 1                                       | 2 |
| --------------------------------------- | - |
| Ля                                      | В |
| Ре                                      | В |
| Соль                                    | В |
| До                                      | В |
| Фа                                      | В |
| Сі {\displaystyle \color {white}\flat } | В |

Як видно із схеми, кнопки основного другого ряду розміщені  за тим же порядком, що в гармонії слідують дієзи, а саме (знизу-вверх):
- Фа-До-Соль-Ре-Ля-Мі-Сі